# Teacher's Pet (1958)
Teacher's Pet is een Amerikaanse filmkomedie uit 1958 onder regie van George Seaton. Destijds werd de film in Nederland uitgebracht onder de titel Professor Cupido.

## Verhaal
James Gannon is de meedogenloze en gehate hoofdredacteur van een New Yorkse krant. Hij heeft een hekel aan de school voor journalistiek, totdat hij er de beeldschone docente Erica Stone opmerkt. Hij gaat incognito haar lessen volgen en hij wordt al snel haar beste student.

## Rolverdeling
| Acteur          | Personage       |
| --------------- | --------------- |
| Clark Gable     | James Gannon    |
| Doris Day       | Erica Stone     |
| Gig Young       | Dr. Hugo Pine   |
| Mamie Van Doren | Peggy DeFore    |
| Nick Adams      | Barney Kovac    |
| Peter Baldwin   | Harold Miller   |
| Marion Ross     | Katy Fuller     |
| Charles Lane    | Roy             |
| Jack Albertson  | Gids            |
| Florenz Ames    | J.R. Ballantyne |
| Harry Antrim    | Lloyd Crowley   |
| Vivian Nathan   | Edna Kovac      |

## Prijzen en nominaties
| Jaar | Prijs  | Categorie                | Genomineerde(n)         | Uitslag     |
| ---- | ------ | ------------------------ | ----------------------- | ----------- |
| 1958 | Oscars | Beste mannelijke bijrol  | Gig Young               | Genomineerd |
| 1958 | Oscars | Beste originele scenario | Fay Kanin Michael Kanin | Genomineerd |